# Rasiera
La rasiera (in latino rutellum) è un attrezzo ricavato da una lamina di acciaio di spessore fino a 2/3mm al massimo affilato sui bordi, che si utilizza per asportare sottili strati di legno o per asportare il film di vernice su un pezzo da riverniciare. Veniva usato normalmente in passato per la spianatura e finitura delle superfici in legno in mancanza della carta vetrata. Era, un tempo, l'attrezzo usato per lamare, cioè per la fase di rifinitura  dei pavimenti in  parquet.

## Utilizzo
Si utilizza normalmente inclinando l'utensile di 30-40 gradi in avanti e spingendo in avanti il filo tagliente appoggiato sul pezzo da lavorare.
L'affilatura della rasiera si effettua spianando su una pietra ad olio (cote) o acqua, il filo dell'utensile badando a tenerlo bene in squadra in modo da ottenere sui bordi della lamina due spigoli vivi. Si procede infine passando sul filo con l'apposito utensile detto acciaino. L'acciaino va schiacciato con forza e strofinato avanti e indietro sulla rasiera in modo da formare una bava tagliente sullo spigolo.